# Mafafas
Mafafas är en ort i Mexiko.   Den ligger i kommunen Misantla och delstaten Veracruz, i den sydöstra delen av landet, 240 km öster om huvudstaden Mexico City. Mafafas ligger 91 meter över havet och antalet invånare är 325.
Terrängen runt Mafafas är huvudsakligen lite kuperad. Mafafas ligger nere i en dal. Runt Mafafas är det ganska tätbefolkat, med 134 invånare per kvadratkilometer. Närmaste större samhälle är Misantla, 7,4 km söder om Mafafas. Omgivningarna runt Mafafas är en mosaik av jordbruksmark och naturlig växtlighet.